# Live in Rio (álbum en vivo)
Live in Rio es el tercer álbum en vivo de doble disco del grupo mexicano RBD, lanzado al mercado musical el 2 de febrero de 2007 por EMI. Fue grabado en el Estadio Maracaná de Río de Janeiro, Brasil el 8 de octubre de 2006.
El prensado del álbum de doble disco se realizó en México, pero no se puso a la venta, sólo se distribuyó a emisoras de radio a principios de 2007. En Brasil, se distribuyó una edición especial limitada del álbum a los suscriptores del canal de TV por cable Boomerang (en el que se exhibía la telenovela originaria de RBD, Rebelde) con una tapa de cartón que imitaba el uniforme escolar que usaban los personajes en la telenovela. En 2020 el álbum fue lanzado oficialmente en CD en México y en plataformas digitales el 21 de julio de 2023 alrededor del mundo.
El lanzamiento promocional en realidad contenía 12 canciones en vivo en cada uno de los dos discos. El álbum omitió el audio en vivo de todas las intros, Medleys, interludios musicales, la sección de Christopher en la batería y la introducción de la banda.

## Lista de Canciones
| Live in Rio – [CD 1] |                                   |          |  |
| N.º                  | Título                            | Duración |  |
| 1.                   | «Rebelde»                         | 3:35     |  |
| 2.                   | «Santa No Soy»                    | 3:11     |  |
| 3.                   | «Así Soy Yo»                      | 3:04     |  |
| 4.                   | «Feliz Cumpleaños»                | 2:57     |  |
| 5.                   | «Enséñame»                        | 3:42     |  |
| 6.                   | «Qué Fue Del Amor»                | 3:31     |  |
| 7.                   | «Cuando El Amor Se Acaba»         | 3:37     |  |
| 8.                   | «Una Canción»                     | 3:42     |  |
| 9.                   | «Este Corazón»                    | 3:30     |  |
| 10.                  | «Solo Para Ti»                    | 4:07     |  |
| 11.                  | «Me Voy»                          | 3:34     |  |
| 12.                  | «Sálvame» (mashup con "Salva-me") | 3:46     |  |
| 42:17                |                                   |          |  |

| Live in Rio – [CD 2] |                                                             |          |  |
| N.º                  | Título                                                      | Duración |  |
| 1.                   | «Tenerte y Quererte»                                        | 3:46     |  |
| 2.                   | «No Pares»                                                  | 4:37     |  |
| 3.                   | «A Tu Lado»                                                 | 3:04     |  |
| 4.                   | «Fuera» (verso 1 "Fora")                                    | 3:43     |  |
| 5.                   | «Solo quédate en silencio» (mashup con "Fique em Silencio") | 3:47     |  |
| 6.                   | «Qué Hay Detrás»                                            | 3:50     |  |
| 7.                   | «Un Poco de Tu Amor» (verso 1 "Um Pouco Desse Amor")        | 4:46     |  |
| 8.                   | «Aún Hay Algo»                                              | 3:41     |  |
| 9.                   | «Tras de mí»                                                | 4:31     |  |
| 10.                  | «Ser o Parecer»                                             | 3:26     |  |
| 11.                  | «Nuestro Amor» (mashup con "Nosso Amor")                    | 3:56     |  |
| 12.                  | «Rebelde» (Portuguese rock version)                         | 4:47     |  |
| 48:55                |                                                             |          |  |

Notas
- "Me Voy" es la versión en español de la canción "Gone" de Kelly Clarkson, originalmente publicada en el álbum multiplatino Breakaway (2004).
- "Feliz Cumpleaños" es la versión en español de "Happy Worst Day" de la cantante Sueca Mikeyla.

## Créditos y Personal
Créditos adaptados de las notas del DVD.
Grabado en directo en
- Estadio Maracanã (Río de Janeiro, Brasil)

Créditos de actuación
- RBD - artista principal

Músicos
- Güido Laris - bajo, guitarra clásica, director musical, dirección vocal
- Gonzalo Velázquez - guitarra clásica, guitarra.
- Carlos María "Charly" Rey - voces de fondo, guitarra clásica, guitarra
- Mauricio Soto "Bicho" - batería, percusión
- Luis Emilio Arreaza "Catire" - batería, percusión
- Eduardo "Eddy" Téllez - teclados

Producción
- Luis Luisillo Miguel - productor asociado
- Luciane Ribeiro - diseño, programación visual
- Paulo Pelá - diseño, programación visual
- Santiago Ferraz - autoría DVD, fotografía principal
- Pedro Damián - productor ejecutivo
- Marcos Hermes - diseño gráfico, fotografía
- Adriana Trigona - diseño gráfico
- Carolina Palomo Ramos - coordinadora de producción

## Charts

### Weekly charts (2007)
| País      | Órgano Certificador | Posiciones en Listas | Certificaciones | Ventas | Notas                     |
| --------- | ------------------- | -------------------- | --------------- | ------ | ------------------------- |
| España    | PROMUSICAE          | 1                    | 2× Platino      | 50,000 | 19 semanas en el número 1 |
| México    | AMPROFON            | 1                    | Platino         | 20,000 | 2 semanas en el número 1  |
| Argentina | CAPIF               | 6                    | —               | —      |                           |

### Year-end charts (2007)
| Charts                                               | Peak Position |
| ---------------------------------------------------- | ------------- |
| Brasil (Brasil ABPD TOP 20 DVD – 2007)               | 14            |
| España (España PROMUSICAE - TOP 10 DVD MUSICAL 2007) | 4             |

## Historial de lanzamiento
El DVD tuvo varias fechas de lanzamiento, aunque la oficial fue el 2 de febrero de 2007 en Brasil. Según Amazon.com, el DVD salió a la venta en US el 20 de marzo de 2007. En España, el DVD pasó 19 semanas en el número uno y fue el cuarto DVD musical más vendido en España en 2007. En Estados Unidos, el DVD salió a la venta antes del 20 de marzo en algunos minoristas, como Wal-Mart.
| Región         | Fecha                | Formatos                 | Discográfica |
| -------------- | -------------------- | ------------------------ | ------------ |
| Brasil         | 2 de febrero de 2007 | CD/DVD, Descarga digital | EMI          |
| Estados Unidos | 20 de marzo de 2007  | CD/DVD, Descarga digital | EMI          |
| México         | 20 de marzo de 2007  | CD/DVD, Descarga digital | EMI          |
| Mundial        | 21 de julio de 2023  | Streaming                | EMI          |